# Bureau des opérations aériennes
Pour les articles homonymes, voir BOA.
En avril 1943, le Bureau des opérations aériennes (BOA) fut créé à l'initiative du Bureau central de renseignements et d'action (BCRA) afin de rationaliser les liaisons entre la résistance intérieure française et la France libre, c'est-à-dire veiller à l'acheminement des agents et du courrier, et récupérer les parachutages d'armes. Il agira jusqu'à la libération de la France en 1944.
Il était l'équivalent en zone Nord de la Section des atterrissages et des parachutages (SAP) qui existait déjà en zone Sud.